# Nero Claudius Drusus
Nero Claudius Drusus Germanicus (38–9 f.Kr.), også kaldet Drusus den Ældre, var en romersk politiker og hærleder. Han var en patricier af Claudia-slægten på sin biologiske fars side, men hans mormor var fra en plebejisk familie. Han var søn af Livia Drusilla og stedsøn af hendes anden mand, kejser Augustus. Han var også bror til kejser Tiberius, far til kejser Claudius og general Germanicus, farfar til kejser Caligula og oldefar til kejser Nero.
Drusus iværksatte de første store romerske felttog langs Rhinen og påbegyndte erobringen af Germanien og blev den første romerske general, der nåede floderne Weser og Elben. I 12 f.Kr. førte han et succesfuldt felttog ind i Germanien, hvor han underlagde sig sugambrerne. Senere samme år ledte han en flådeekspedition mod germanske stammer langs Nordsøkysten, hvor han erobrede batavernes og frisernes land og besejrede chaukerne nær Wesers munding. I 11 f.Kr. underlagde han sig usipeterne og marserne, og udvidede den romersk kontrol til Øvre Weser. I 10 f.Kr. indledte han en felttog mod chatterne og de genopdukkede Sugambrere, hvor han underkuede begge. Det følgende år, mens han tjente som konsul, erobrede han mattiakernes land og besejrede markomannerne og cheruskerne, sidstnævnte nær Elben. Hans germanske felttog blev afbrudt i sommeren 9 f.Kr. af hans død efter en rideulykke.
Drusus var en meget dygtig hærleder. Hans død forsinkede Romerrigets udvidelse mod nord og var et forvarsel for det katastrofale nederlag i Slaget ved Teutoburgerskoven. Han var enormt populær blandt sine mænd, som rejste Drususstein i hans ære. Hans minde blev højnet under hans søn Claudius regeringstid. Drusus' bedrifter i slag var betydelige. Han kæmpede mod adskillige germanske høvdinge én mod én og var sandsynligvis den fjerde og sidste romer, der opnåede spolia opima (for at have taget rustninger og våben fra en fjendtlig konge efter at have besejret dem i en én til én kamp), dog døde han, inden han kunne blive hædret for det.

## Tidlige liv

### Barndom
Drusus var den yngste søn af Livia Drusilla fra hendes ægteskab med Tiberius Claudius Nero, som lovmæssigt var blevet erklæret hans far, inden parret blev skilt. Drusus blev født mellem midten af marts og midten af april 38 f.Kr., tre måneder efter at Livia havde ægtet Augustus den 17. januar. Gerhard Radke har foreslået datoen den 28. marts som hans mest sandsynlige fødselsdag, mens Lindsay Powell følger Ovids Fasti som en angivelse for datoen den 13. januar. Rygter spredtes om, at Augustus var barnets rigtige far, dog det var umuligt, da Livia allerede var gravid, da hun mødte sin senere mand (kejser Claudius ansporede ikke desto mindre rygtet under sit styre for at skabe et indtryk af en mere direkte afstamning fra Augustus).
Drusus blev opdraget i Claudius Neros hus med sin bror, den senere kejser Tiberius, indtil hans biologiske fars død. De to brødre udviklede et berømt tæt forhold, der kom til at vare resten af deres liv. Tiberius opkaldte sin ældste søn efter sin bror, på trods af at ældste sønner normalt blev opkaldt efter deres far eller bedstefar. Drusus opkaldte sin anden søn (den senere kejser Claudius) efter Tiberius.

### Navn
Ifølge Sveton fik Drusus oprindeligt navnet Decimus som sit prænomen, men hans fulde navn blev senere ændret til Nero Claudius Drusus. Det vides ikke, hvornår eller hvorfor ændringen skete. Navnene var usædvanlige på det tidspunkt, idet de begge lagde stor vægt på hans moders herkomst ved at bruge Livias fars cognomen i stedet for hendes mands. I hans oprindelige navn var brugen af prænomenet Decimus også atypisk for fremherskende familier i den sene republik (især for en patricier). Den endelige anvendelse af hans fars cognomen Nero som et prænomen var også meget ukonventionel. Hans fulde navn givet ved hans Dies lustricus antages bredt at have været Decimus Claudius Drusus, men nogle historikere som Andrew Pettinger, Pierre Grimal, T.P. Wiseman, Greg Rowe, Barbara Levick og Eric D. Huntsman mener, at det i stedet kan have været Decimus Claudius Nero, Decimus Claudius Nero Drusus eller Decimus Claudius Drusus Nero.
Livia kan have videregivet sin fars cognomen til sin søn, simpelthen fordi der, udover hendes adoptivbror Marcus Livius Drusus Libo, ikke var andre til at give det videre i fremtiden. I 1988 hævdede C.J. Simpson, at der er tre tidspunkter, hvor navneændringen sandsynligvis er sket: Da hans bror Tiberius blev adopteret af Marcus Gallius, da deres far døde i 33 f.Kr., eller da han antog toga virilis. Simpson argumenter personligt imod at det skete ved hans brors adoption, da han mener, at det endda kunne være sket inden Drusus blev født. Han afviser også, at deres fars død som et sandsynligt tidspunkt, da det sandsynligvis ville have tiltrukket sig opmærksomhed omkring omstændighederne for Livias skilsmisse og lynægteskab, som på det tidspunkt var blevet en del af Marcus Antonius' propaganda. Simpson fastslår, at Livia efter hans mening valgte navnene Decimus og Drusus til sin yngre søn for at minimere forbindelsen til sin eksmand, efter hun ægtet Octavian på grund af førstnævntes lave status på det tidspunkt, men at det flere år efter mandens død var gavnligt at understrege hendes yngre søns forbindelse med sin ældre bror, og at navneændringen sandsynligvis skete samtidig med, at han antog toga virilis. Levick mener, at Tiberius' adoption nødvendiggjorde, at Drusus antog navnet Nero. Simpson svarede i 1993, at han mener, at Levicks fortolkning er uforenelig med Svetons beretning, da han ikke kan acceptere, at Livia og Octavian (så snart de var gift) overhovedet ville have tilladt af drengens adoption at finde sted på grund af Gallius' modstand mod Octavian. Da Sveton gør det klart, at Tiberius brugte Gallius navn (omend kortvarigt), men droppede det af respekt for sin stedfar, må adoptionen være sket før Drusus blev født.

## Ægteskab
Drusus var gift med Antonia den Yngre, datter af Marcus Antonius og Augustus' søster, Octavia den Yngre, og fik et ry for at være fuldstændig tro mod hende. Deres børn var Germanicus, Claudius, en datter ved navn Livilla ('lille Livia'), og mindst to andre, der ikke overlevede barndommen. Efter Drusus' død giftede Antonia sig aldrig igen, selvom hun overlevede ham med næsten fem årtier. Tre kejsere var direkte efterkommere af Drusus: hans søn Claudius, hans barnebarn Caligula og hans oldebarn Nero.

## Karriere
Augustus skænkede mange hædersbevisninger til sine stedsønner. I 19 f.Kr. fik Drusus ret til at besidde alle offentlige embeder fem år før minimumsalderen. Da Tiberius forlod Italien i sit embede som prætor i 16 f.Kr., lovgav Drusus i hans sted. Han blev kvæstor året efter og kæmpede mod raetiske banditter i Alperne. Drusus slog dem tilbage og opnåede hæder, men var ude af stand til at smadre deres styrker og måtte få forstærkning fra Tiberius. Brødrene besejrede let de lokale stammer i Alperne.
Drusus ankom til Gallien i slutningen af 15 f.Kr. for at tjene som legatus Augusti pro praetore (guvernør på Augustus' vegne med autoritet som en prætor) i de tre galliske provinser. Hans bidrag til den igangværende byggeprojekter og byudvikling i Gallien kan ses i etableringen af pes Drusianus, eller 'Drusiske fod ', på omkring 33,3 cm, som blev anvendt i Samarobriva (dagens Amiens) og blandt Tungerererne. Fra 14 til 13 f.Kr. var Augustus selv også aktiv i Gallien, hvad enten det var i Lugdunum (dagens Lyon) eller langs Rhingrænsen.
Som guvernør i Gallien havde Drusus sit hovedkvarter i Lugdunum, hvor han på et tidspunkt mellem 14 og 12 f.Kr besluttede at etablere Concilium Galliarum eller 'rådet for de galliske provinser'. Dette råd ville vælge en præst blandt sine medlemmer til at afholde lege og ære Rom og Augustus som guder hver 1. august ved Ara trium Galliarun (alteret for de tre gallere), som Drusus havde etableret ved Condate i 10 f.Kr. Drusus' søn Tiberius, den senere kejser Claudius,blev født i Lugdunum samme dag som dette alter blev indviet.

### Germanske felttog
Fra 14 f.Kr. lod Drusus en række militærbaser opføre langs Rhinen, halvtreds ifølge Florus, og etablerede en alliance med Bataverne som forberedelse til militæraktion i Germania Libera. Han har sandsynligvis haft syv legioner under sin kommando. I foråret 12 f.Kr. påbegyndte han en ekspeditionsstyrke, måske bestående af Legiones I Germanica og V Alaudae, med skib fra nærheden af det dagens Nijmegen, og tog anvendelse af en eller flere kanaler, han havde fået gravet til formålet. Drusus sejlede til mundingen af Ems og trængte ind i chaukernes område i det nuværende Niedersachsen. Chaukerne indgik en traktat, der anerkendte romersk overherredømme, og ville forblive Roms allierede i de kommende år. Da de fortsatte op ad Ems, blev romerne angrebet af bruktererne i både. Drusus' styrker besejrede bruktererne, men, da det nu var sent i felttogssæsonen, vendte de tilbage til deres vinterkvarter i Gallien og udnyttede deres nye alliance med Friserne til at navigere gennem de vanskelige forhold på Nordsøen.
Som en belønning for hans felttogs succes i 12 f.Kr., blev Drusus gjort til praetor urbanus i 11 f.Kr., da han var tilbage til Rom for at være der over vinteren. Nyhederne om Drusus' bedrifter, at sejle i Nordsøen, at føre de romerske ørne ind i nyt territorium og at knytte nye folk til Rom, vakte stor begejstring i Rom og blev mindet på mønter.
I foråret af sin embedsperiode som praetor urbanus begav han sig endnu en gang til den tyske grænse. Denne gang samlede han en styrke, der bestod af hele eller dele af fem legioner foruden hjælpesoldater, og begav sig ud fra Vetera ved Rhinen og sejlede op ad Lippe-floden. Her stødte han på tenktererne og usipeterne, som han besejrede i to separate slag. Han nåede frem til Werra-dalen, inden han besluttede at vende om for sæsonen, da vinteren var på vej, forsyningerne var ved at svinde ind, og varslerne var ugunstige. Mens hans styrker var på vej tilbage gennem Cheruskernes område, lagde sidstnævnte stamme et baghold mod dem ved Arbalo. Cheruskerne formåede ikke at udnytte deres indledende fordel, hvorefter romerne brød gennem deres linjer, besejrede de germanske angribere og hyldede Drusus som imperator. For at vise sin fortsatte beherskelse af området besatte Drusus en række stillinger i Germanien i løbet af vinteren 11-10 f.Kr., herunder en af dem et sted i Hessen og en anden på cheruskisk område, sandsynligvis enten lejren ved Haltern eller den ved Bergkamen-Oberaden, begge i det nuværende Nordrhein-Westfalen .
Han sluttede sig til sin hustru Antonia og deres to børn for en tid i Lugdunum, inden familien vendte tilbage til Rom, hvor Drusus rapporterede til Augustus. Drusus fik æren af en hyldest, og for tredje gang lukkede Augustus dørene til Janustemplet, som et tegn på, at hele den romerske verden da var i fred. Drusus modtog embedet som prokonsul for det følgende år. I 10 f.Kr. sluttede chatterne sig sammen med sugambrerne og angreb Drusus' lejr, men de blev drevet tilbage. Drusus forfulgte dem og fortsatte fra lokaliteterne i det nuværende Mainz og Rödgen, hvor han etablerede en forsyningsbase, til Hedemünden, hvor en stærk ny lejr blev etableret. Omkring dette tidspunkt reagerede den snu markomanniske konge Maroboduus på det romerske indtog ved at flytte sit folk i massevis til Bøhmen. I sommeren 10 f.Kr. forlod Drusus området for at vende tilbage til Lugdunum, hvor han indviede helligdommen for de tre galliske provinser ved Condate den 1. august. Augustus og Tiberius var i Lugdunum til denne begivenhed (da Drusus' yngste søn Claudius blev født), og bagefter fulgte Drusus dem tilbage til Rom.
Drusus vandt let valget til konsul for året 9 f.Kr. Endnu en gang forlod han byen, før han tiltrådte embedet. Hans konsulat gav Drusus chancen for at opnå Roms højeste og sjældneste militære ære, spolia opima, eller bytte fra en fjendtlig høvding dræbt personligt af en romersk general, der kæmpede (som konsulerne gjorde) i sit eget regi. Han vendte hurtigt tilbage til slagmarken og gjorde et stop for at konferere med sin stab i Lugdunum og for at indvie et tempel til Cæsar Augustus ved Andemantunnum, inden han atter sluttede sig til sin kommando i Mainz, hvorfra årets ekspedition afgik i det tidlige forår. Drusus førte hæren via Rödgen gennem marsernes og Cheruskernes territorier, indtil han krydsede floden Elben. Her siges han at have set en germansk kvinde, der advarede ham mod at gå videre, og at hans død var nær. Drusus vendte om, rejste et trofæ for at mindes at han havde nået Elben, måske hvor Dresden eller Magdeburg ligger i dag.
Drusus havde opsøgt flere germanske (mindst tre) høvdinge under sine felttog i Germanien (12 f.Kr.–9 f.Kr.) og havde mødt dem i "blændende opvisninger af én til én kamp". Kilderne er tvetydige, men antyder, at han potentielt kunne have taget spolia opima fra en germansk konge og dermed blev den fjerde og sidste romer, der opnåede denne ære. Uanset om han faktisk var i stand til at vinde over dem i kamp, kom Drusus' alt for tidlige død dog til at forhindre ham i nogensinde at gennemføre den officielle ceremoni. Bemærkelsesværdigt er det, at efter Drusus' død deponerede Augustus laurbærrene fra hans fasces ikke i Jupiter Optimus Maximus-templet, som han havde gjort tidligere, men i Jupiter Feretrius-templet. J.W. Rich antager, at denne handling blev udført som en bekræftelse til Drusus' minde, for havde den unge hærfører levet, ville han selv have anbragt spolia opima i templet.

## Død og arv
Drusus var på vej tilbage fra sin fremrykning til Elben, da han havde et fald fra sin hest, hvorefter Tiberius havde sluttet sig til ham. Selvom han havde overlevede den første ulykke, satte infektionen ind, og han døde omkring en måned senere. Kort før sin død havde han skrevet et brev til Tiberius, hvor han klagede over den måde, hvorpå Augustus regerede og diskuterede måder på at tvinge ham til at genoprette republikken. Sveton beretter, at han lige før sin død havde nægtet at vende tilbage til Rom. Drusus' lig blev bragt tilbage til byen, og hans aske blev deponeret i Augustus' mausoleum. Han forblev ekstremt populær blandt legionærerne, som på hans vegne rejste et monument (Drususstein) i Mogontiacum (nutidens Mainz ). Rester af denne står stadig.
Senatet rejste en bue på Via Appia til hans minde (ikke relateret til Drusus-buen), hvorpå der stod "DE GERM" og skildrede hans Elben-trofæ såvel som ham kæmpende til hest, et vidnesbyrd om hans personlige tapperhed. De gav ham også posthumt den arvelige ærestitel "Germanicus", som blev givet videre til hans ældste søn og senere til hans yngste. Den kom til at blive anvendt af mange medlemmer af det julio-claudiske dynasti, inklusive dets sidste tre kejsere: hans barnebarn Caligula, hans søn Claudius og hans oldebarn Nero. Augustus skrev senere en biografi om ham, som ikke har overlevet. Efter Augustus' dekret blev der afholdt festivaler i Mogontiacum på Drusus' dødsdag og sandsynligvis også på hans fødselsdag.
Drusus' mor Livia, som var blevet hårdt ramt af sin yngste søns død, tog imod rådet fra filosoffen Arius om at få mange statuer opstillet og mange billeder af Drusus hængt op og ofte tale om ham. Det overlevende latinske værk Consolatio ad Liviam er udformet som et ovidiansk trøstbudskab til Livia ved denne lejlighed, selvom det generelt betragtes som en litterær øvelse "komponeret mellem Livias død [29 e.Kr.] og Tiberius [37 e.Kr.]". 
 
Efter Claudius' tronbestigelse i 41 e.Kr. modtog hans afdøde far Drusus nye offentlige hædersbevisninger, herunder årlige lege i Circus Maximus den 14. januar til minde om Drusus' fødselsdag, mønter, der skildrede Drusus' portræt og hans mindebue, og restaureringen af et monument nær Ara Pacis Augustae, der indeholdt en statue af Drusus. Claudius færdiggjorde også en vej fra Italien til Raetia, der fulgte den rute, Drusus havde taget, og hvis vejmarkører mindes Drusus' bedrifter i alpekrigen. Sådanne Claudiske mindehøjtideligheder for Drusus' minde menes at være blevet mindre fremtrædende, efter at Claudius havde haft sin egen britiske triumf at fejre.
Historikeren Michael McNally anser Drusus for at have været den mest dygtige i den række romerske hærfører, der forsøgte at erobre Germanien, såvel som den mest succesrige. Mens det største omfang af territoriale erobringer kom til at blive realiseret året efter hans død, af Tiberius, markerede Drusus' død en opbremsning i den romerske ekspansion. Drusus' efterfølgere kom til at vise sig at være uegnede til opgaven med at erobre Germanien, med katastrofale resultater. Drusus blev efterfulgt som hærleder i Germanien af Tiberius, men Tiberius faldt i kejserlig unåde og valgte selvforvisning i 6 f.Kr. Kommandoen overgik derefter til Lucius Domitius Ahenobarbus. Ahenobarbus' tid var delvist vellykket, idet han blev den første og sidste romerske general, der krydsede Elben-floden, men var for det meste låst fast i at slå oprør ned. Hærledelsen gik derefter videre til Publius Quinctilius Varus, under hvem Slaget ved Teutoburgerskoven (også kaldet Varus-katastrofen) kom til at finde sted. Ødelæggelsen af hele Varus' hær markerede afslutningen på den nordlige romerske ekspansion. Rhinen blev de facto grænsen til det romerske imperium, hvilket gjorde meget af Drusus' livsværk mindre betydeligt.

## Slægtstræ
|  |  | Tiberius Claudius Nero | Tiberius Claudius Nero | Tiberius Claudius Nero | Tiberius Claudius Nero | Tiberius Claudius Nero | Tiberius Claudius Nero |                        |                        | Ukendt                 | Ukendt                 | Ukendt     | Ukendt     | Ukendt               | Ukendt               |                      |                      | Marcus Livius Drusus Claudianus | Marcus Livius Drusus Claudianus | Marcus Livius Drusus Claudianus | Marcus Livius Drusus Claudianus | Marcus Livius Drusus Claudianus | Marcus Livius Drusus Claudianus |                   |                   | Alfidia           | Alfidia           | Alfidia  | Alfidia  | Alfidia  | Alfidia  |  |  |  |  |  |  |
|  |  | Tiberius Claudius Nero | Tiberius Claudius Nero | Tiberius Claudius Nero | Tiberius Claudius Nero | Tiberius Claudius Nero | Tiberius Claudius Nero |                        |                        | Ukendt                 | Ukendt                 | Ukendt     | Ukendt     | Ukendt               | Ukendt               |                      |                      | Marcus Livius Drusus Claudianus | Marcus Livius Drusus Claudianus | Marcus Livius Drusus Claudianus | Marcus Livius Drusus Claudianus | Marcus Livius Drusus Claudianus | Marcus Livius Drusus Claudianus |                   |                   | Alfidia           | Alfidia           | Alfidia  | Alfidia  | Alfidia  | Alfidia  |  |  |  |  |  |  |
|  |  |                        |                        |                        |                        |                        |                        |                        |                        |                        |                        |            |            |                      |                      |                      |                      |                                 |                                 |                                 |                                 |                                 |                                 |                   |                   |                   |                   |          |          |          |          |  |  |  |  |  |  |
|  |  |                        |                        |                        |                        | Tiberius Claudius Nero | Tiberius Claudius Nero | Tiberius Claudius Nero | Tiberius Claudius Nero | Tiberius Claudius Nero | Tiberius Claudius Nero |            |            |                      |                      |                      |                      |                                 |                                 |                                 |                                 | Livia                           | Livia                           | Livia             | Livia             | Livia             | Livia             |          |          |          |          |  |  |  |  |  |  |
|  |  |                        |                        |                        |                        | Tiberius Claudius Nero | Tiberius Claudius Nero | Tiberius Claudius Nero | Tiberius Claudius Nero | Tiberius Claudius Nero | Tiberius Claudius Nero |            |            |                      |                      |                      |                      |                                 |                                 |                                 |                                 | Livia                           | Livia                           | Livia             | Livia             | Livia             | Livia             |          |          |          |          |  |  |  |  |  |  |
|  |  |                        |                        |                        |                        |                        |                        |                        |                        |                        |                        |            |            |                      |                      |                      |                      |                                 |                                 |                                 |                                 |                                 |                                 |                   |                   |                   |                   |          |          |          |          |  |  |  |  |  |  |
|  |  |                        |                        |                        |                        |                        |                        |                        |                        |                        |                        |            |            |                      |                      |                      |                      |                                 |                                 |                                 |                                 |                                 |                                 |                   |                   |                   |                   |          |          |          |          |  |  |  |  |  |  |
|  |  |                        |                        | Tiberius               | Tiberius               | Tiberius               | Tiberius               | Tiberius               | Tiberius               |                        |                        |            |            | Nero Claudius Drusus | Nero Claudius Drusus | Nero Claudius Drusus | Nero Claudius Drusus | Nero Claudius Drusus            | Nero Claudius Drusus            |                                 |                                 | Antonia den Yngre               | Antonia den Yngre               | Antonia den Yngre | Antonia den Yngre | Antonia den Yngre | Antonia den Yngre |          |          |          |          |  |  |  |  |  |  |
|  |  |                        |                        | Tiberius               | Tiberius               | Tiberius               | Tiberius               | Tiberius               | Tiberius               |                        |                        |            |            | Nero Claudius Drusus | Nero Claudius Drusus | Nero Claudius Drusus | Nero Claudius Drusus | Nero Claudius Drusus            | Nero Claudius Drusus            |                                 |                                 | Antonia den Yngre               | Antonia den Yngre               | Antonia den Yngre | Antonia den Yngre | Antonia den Yngre | Antonia den Yngre |          |          |          |          |  |  |  |  |  |  |
|  |  |                        |                        |                        |                        |                        |                        |                        |                        |                        |                        |            |            |                      |                      |                      |                      |                                 |                                 |                                 |                                 |                                 |                                 |                   |                   |                   |                   |          |          |          |          |  |  |  |  |  |  |
|  |  |                        |                        |                        |                        |                        |                        |                        |                        |                        |                        |            |            |                      |                      |                      |                      |                                 |                                 |                                 |                                 |                                 |                                 |                   |                   |                   |                   |          |          |          |          |  |  |  |  |  |  |
|  |  |                        |                        |                        |                        |                        |                        |                        |                        | Germanicus             | Germanicus             | Germanicus | Germanicus | Germanicus           | Germanicus           |                      |                      | Livilla                         | Livilla                         | Livilla                         | Livilla                         | Livilla                         | Livilla                         |                   |                   | Claudius          | Claudius          | Claudius | Claudius | Claudius | Claudius |  |  |  |  |  |  |

## Kulturelle skildringer
- Han er en mindre karakter i Robert Graves 'historiske roman Jeg, Claudius, såvel som BBC's dramatisering af samme titel, hvor han blev spillet af Ian Ogilvy .
- Den årlige festival, hvor Drusus' død fejres, er et hovedelement i handlingen i andet bind af Romanike-serien af Codex Regius (2006-2014).
- Han er en fremtrædende karakter i Hrabam Chronicles af Alaric Longward (2016).
- Drusus er også med i SFX-tv-serien Domina fra 2021, som portrætterer ham i hans tidlige teenageår.
- En buste af Drusus blev købt i 2018 fra en Goodwill-butik i Texas for $34,99, og blev senere identificeret som en autentisk antik. Det formodes, at busten var blevet stjålet af amerikanske soldater under Anden Verdenskrig fra Aschaffenburg, Tyskland, hvor den skulle være blevet returneret i 2023.[30]